# 程凯 (1961年)
程凯， 英国利兹城市大学首席教授、哈尔滨工业大学教授，主要研究领域为超精密与微纳制造、可持续制造与系统。中华人民共和国教育部第二批“长江学者”特聘教授。

## 个人经历
- 1979-1994，就读于哈尔滨工业大学，先后获得机械系学士、硕士、博士学位；1994年获得英国利物浦JM大学工程系博士学位。
- 1983-1990，在哈尔滨工业大学从事教学工作；
- 1994-1995，英国利物浦JM大学攻读博士后；
- 1995-1999，在英国格拉斯哥卡利多尼安大學任高级讲师；
- 1999-2006，在英国利兹城市大学工作，后晋升为首席教授；
- 2000-2004，在哈尔滨工业大学任长江学者奖励计划特聘教授；
- 2006至今，在英国布鲁内尔大学任系主任兼制造系统首席教授；
- 2010至今，任哈尔滨工业大学“千人计划”教授;[1]